# ノーハドル
『ノーハドル』 (NO HUDDLE) は、西山優里子による日本の漫画作品。

## 概要
西山優里子の初連載作品。『マガジンSPECIAL』にて1991年5号より1992年12号まで連載された。単行本は全5巻。アメリカンフットボール（アメフト）を題材とした作品である。

## あらすじ
時は1991年5月。横浜市立横浜第一高等学校に通う少年・石川哲也は、バスケ部でダンクシュートを決めるなど、1年生ながらエースストライカーとして活躍していた。しかしながら、彼は自身のラフなプレイによって幾度も退場の憂き目に遭い、遂には部を追い出されてしまう。バスケへの未練を捨てられず、熱いものを求めて鬱屈していた日々を送っていた哲也は、ある日、幼馴染の大森さやかによりアメリカンフットボールの日米高校親善試合を見せられ、アメフトの世界に興味を持つ。試合後、哲也は親善試合をつとめていた城北高校アメフト部のQB・森達郎のさやかへの冷淡な態度に怒り、勝負をふっかける。アメフトに関しては素人同然の哲也だったが、持ち前の運動神経で勝負に勝利。勝負の興奮冷めやらぬ哲也は、アメフト部への入部を決意する。哲也のアメフト人生が、ここから始まる。

## 登場人物

### 横浜第一高校
石川哲也（いしかわ てつや）
主人公。1年E組。1975年7月28日生まれ。B型。幼馴染の覚也やさやかからは「哲」と呼ばれている。高校1年生ながら身長157cmと小柄だが、身体能力は高く、100m走や走り高跳びで中学記録を持ち、バスケ部ではエースストライカーをつとめるほどの腕前だった。しかしながら、ラフなプレイによる退場を重ねた末に、高校入学してたった1ヶ月でバスケ部を追い出されてしまう。バスケへの未練が捨てられずに鬱屈した日々を送っていたが、幼馴染のさやかによりアメリカンフットボールの日米高校親善試合を見せられ、アメリカンフットボールに興味を持つことになる。日米親善試合後の森との勝負で素人ながら勝利を収め、その興奮が忘れられずにアメフト部に入部する。ポジションはRB。スポーツ馬鹿で熱血漢な性格で、すぐ熱くなりがちだが、時には冷静な判断も見せる。勝負への執念は誰にも負けない。反面、恋愛関係には疎く、子供の頃から女っ気がないという欠点もあったが、あやのと出会い、一目惚れする。彼女を振り向かせるために、より一層アメフトに励む事になる。
佐野覚也（さの かくや）
哲也の小学校からの幼馴染で、同級生。1年E組。さやかとは幼稚園の頃からの間柄である。幼い頃はいじめっ子で、哲也をよく泣かしていた。3年ほどアメリカに住んでいた時期があり、帰国子女である。そのため、言葉の端々に英語が時折混じる。年齢のわりに大人びた雰囲気を持っており、喫煙までするほどである。アメフトに詳しい。当初は哲也のアメフトでの活躍を応援しているだけだったが、足が速く運動神経がいいため、WRのポジションを求める森の頼みに応じたさやかによって、アメフト部に勧誘される。元は軽音部だった。女タラシだが、さやかに恋心を抱いており、彼女には弱い。
大森さやか（おおもり さやか）
哲也と覚也の幼馴染で、同級生の少女。1年E組。勝気な性格であり、哲也に対して姉のような態度で接する。幼い頃はいじめられっ子だった哲也をよくかばっていた。アメフト部のマネージャーを務めており、廃部寸前だった部に哲也を勧誘するためにアメフトの日米親善試合を見せる。森のファンで、彼に憧れている。
森達郎（もり たつろう）
3年生。高校アメフト2年連続日本一である城北高校アメフト部のQBを務めていた。高校史上最強のQBと称されており、パスコントロールと肩の強さは超高校級である。頭も切れ、判断力にも優れ、カリスマ性がある。非常にクールな性格かつ堅物で、自分をアイドル視されることを嫌う。そのため、ファンとして応援をしてくれたさやかに対し、つれない態度を取ってしまう。そのことに怒った哲也に勝負を挑まれる。森は自分の相棒となり、能力を活かしてくれるような有望なアメフト選手を探しており、バスケ部時代から目覚ましい活躍を見せる哲也に興味を抱いていた。哲也のアメフト部入部に際し、城北高校選手として二軍を引き連れて試合を申し込む。哲也達は結果として試合には敗れたものの、哲也の活躍は森にとって満足のいくものだった。その後、アメフト部の監督兼選手として、横浜第一高校に転校してくる。転入後は哲也とコンビを組み、活躍する。城北高校時代には自分の力を活かせない境遇に満足できず、鬱屈していたが、横浜第一高校に転入してからは変わり始め、笑顔や意外な一面を覗かせるようになる。実は長年の酷使によって左肩の腱を痛めており、手術をしなければ腱が断裂し、左腕が一生動かなくなってしまうという状態だった。しかし、彼は腕よりもアメフトを選び、城北高校との試合（県大会決勝）に臨んだ。結果、試合中に倒れ、退場を余儀なくされることになる。その後も、腱の断裂こそかろうじて免れたものの、依然として手術の必要な状態に変わりはなかった。それでもなお、森は選手でいたいがために、手術を拒んだ。神奈川県大会優勝後は、監督として指揮に回ることになる。クリスマスボウル後は、卒業してすぐにアメリカに渡り、肩の手術を決行。2年間のリハビリを終え、ノートルダム大アメフト部に参加する。
稲葉大介（いなば だいすけ）
3年生。アメフト部の主将。眼鏡をかけており、気弱な性格。ポジションはC。彼女いない歴18年だが、ついになみ紀からラブレターを貰った。
上谷俊介（かみや しゅんすけ）
1年生。細目で穏やかな性格。ポジションはRB。最終話の2年後には、主将になる。
前田隆（まえだ たかし）
1年生。ポジションはSE。
池上耕平（いけがみ こうへい）
2年生。ポジションはG。
安西一彦（あんざい かずひこ）
2年生。ポジションはT。
楠学（くすのき まなぶ）
2年生。ポジションはTE。
坂東正和（ばんどう まさかず）
3年生。ポジションはT。
久保田純（くぼた じゅん）
3年生。ポジションはG。

### 城北高校
工藤尚人（くどう なおと）
1年生。祖父がアメリカ人で、その血を引いているため金髪碧眼である。森が抜けた後、アメフト部のQBを務めている。森を尊敬しており、そのため転校の原因となった哲也をライバル視することとなる。城北高校における攻撃の要である。いつかアメフトの本場アメリカに渡り、活躍するという夢を持っている。
近藤（こんどう）
3年生。森が抜けた後の城北高校アメフト部の主将を務めている。ポジションはDB。大柄な体格と優れた身体能力を持ち、城北高校における守備の要である。無骨だが真面目な人間。
ビリー・コフマハー
黒人のアメリカ人。陽気で明るい性格。ポジションはWR。長身で痩せ型の体だが、スピードとジャンプ力に優れており、100mを10秒7で走る哲也と互角に走れる能力を有している。
あやの
城北高校アメフト部監督の娘。哲也が一目惚れした相手。かつて森と付き合っていたが、森は哲也を追いかけるために彼女と別れる事になった。別れた今でも森のことを想っている。城北高校アメフト部のアシスタントコーチとして、哲也達の前に立ち塞がる。作中では明かされなかったが、工藤の姉という設定があったと5巻後書きのおまけ漫画に描かれている。

### 咲倉高校
天神（てんじん）
埼玉県1位・咲倉高校アメフト部の主将。太っちょでユーモラスな見た目に反して、かなりの策略家。1回戦では際どいプレイで哲也達の反則を誘発し、哲也達を苦しめた。

### 篠原学園高校
伊原健太郎（いはら けんたろう）
静岡県1位・篠原学園高校アメフト部の主将。ポジションはQB。口調は丁寧で礼儀正しいが、全国模試1位の頭脳をもって“フットボールを制す”と公言してはばからない自信家である。その言葉通りに城北を破り、哲也達と相見える事になる。その腕前を持ちながら、フットボールに対して興味はなく、「しょせん遊びでしかない」と言い放つ。相手の戦力を分析したデータを元に綿密な対策を立て、試合中は一切ハドルを行わず、相手を予告通りに0ゲームで打ち負かすという強敵である。関東大会決勝では、その戦法で哲也達を苦しめた。

### 紫雲閣高校
赤井知裕（あかい ともひろ）
大阪府1位・紫雲閣高校アメフト部の主将。ポジションはQB。1年前までは城北高校アメフト部の1軍に所属しており、森・近藤としのぎを削る間柄だった。特に森とはQBの座を競い合うほどだった。だが、3人とも仲は良く、それは高校がばらばらになった今でも変わっていない。クリスマスボウル、日本一の座をかけて哲也達と雌雄を決する事になる。
福原（ふくはら）
控えのQB。赤井と共にダブルQBを組み、ツインガン作戦で哲也達を翻弄する。

### その他
石川夏紀（いしかわ なつき）
哲也の妹。中学生。アメフト部で活躍する兄を応援している。覚也に恋心を抱いており、覚也がさやかに恋心を抱いているのを複雑な感情で見ている。
なみ紀（なみき）
夏紀の親友。稲葉に惚れ、ラブレターを出す。